# Landschaftsschutzgebiet Lichtenböcken

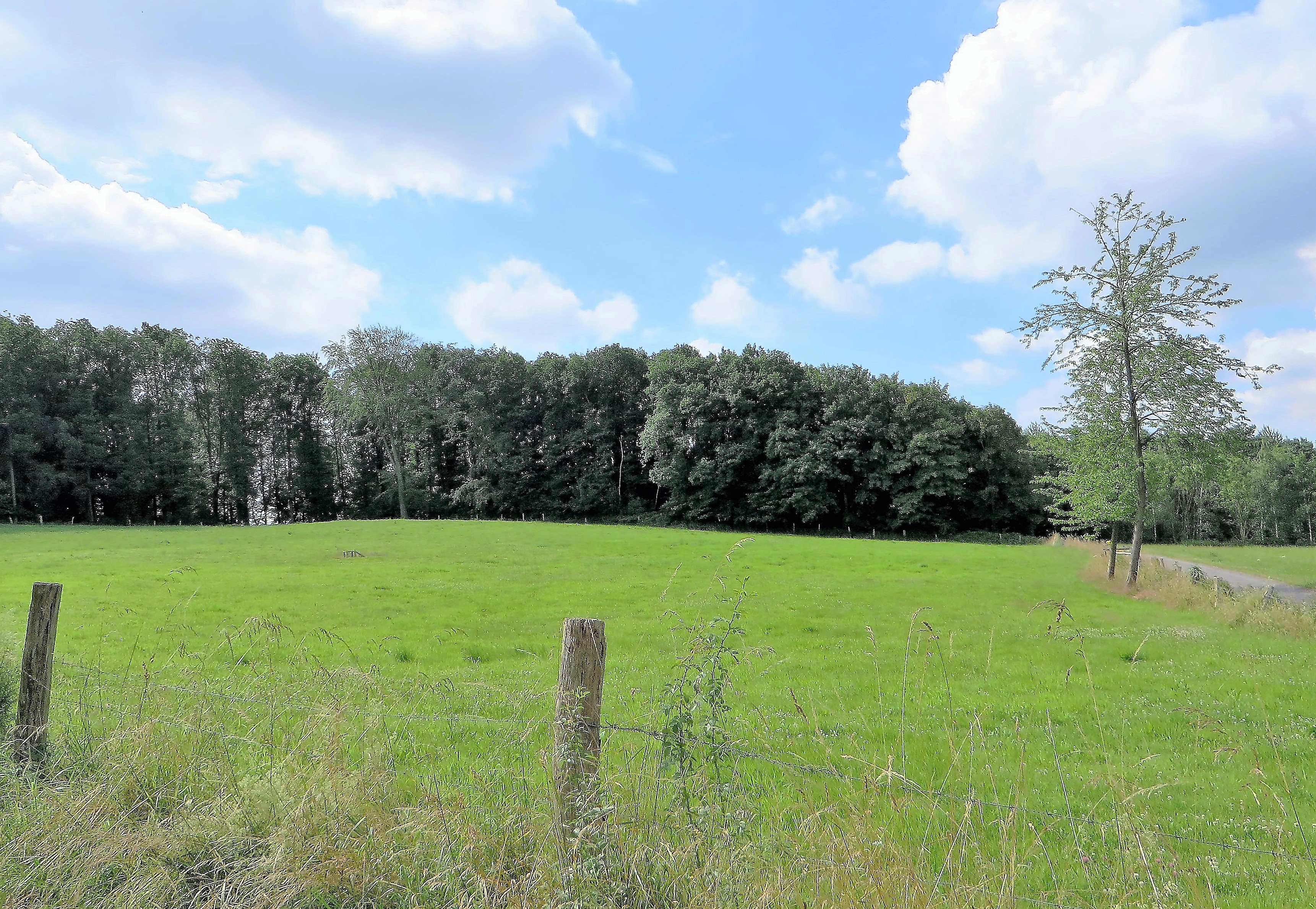
Landschaftsschutzgebiet Lichtenböcken

Das Landschaftsschutzgebiet Lichtenböcken mit einer Flächengröße von 95,20 ha befindet sich auf dem Gebiet der kreisfreien Stadt Hagen, Stadtteil Berchum, in Nordrhein-Westfalen. Das Landschaftsschutzgebiet (LSG) wurde 1994 mit dem Landschaftsplan der Stadt Hagen vom Stadtrat von Hagen ausgewiesen. Teile des Landschaftsschutzgebietes sind für Wohn- und Gewerbeflächen vorgesehen. Bei einer Rechtsverbindlichkeit eines Bebauungsplanes erlischt für diese Flächen die Ausweisung als Landschaftsschutzgebiet.

## Beschreibung
Das LSG grenzt im Norden direkt an die Stadtgrenze zu Schwerte bzw. den Kreis Unna. Im Stadtgebiet von Schwerte grenzt das Landschaftsschutzgebiet Weischeid an. Im Osten liegt Berchum. Im Westen die A 45 und im Süden bebaute Bereiche. Im LSG befinden sich kleinere Waldbereiche und überwiegend landwirtschaftlich genutzte Flächen mit Äckern und Grünland.

## Schutzzweck
Laut Landschaftsplan erfolgte die Ausweisung „wegen der Vielfalt, Eigenart und Schönheit des Landschaftsbildes, insbesondere wegen des Vorkommens von wertvollen Heckenstrukturen und Trittsteinbiotopen mit Refugialfunktion“.